# Dalima nubilata
Dalima nubilata là một loài bướm đêm trong họ Geometridae.